# ماتیا پوپوویچ
ماتیا پوپوویچ (سیریلیک صربی: Матија Поповић؛ زادهٔ ۸ ژانویهٔ ۲۰۰۶) بازیکن فوتبال اهل صربستان است که در حال حاضر برای باشگاه فوتبال مونتزا بازی می‌کند. 
وی همچنین در تیم ملی فوتبال زیر ۱۷ سال صربستان بازی کرده است.